# 瓦利耶尔莱梅斯
瓦利耶尔莱梅斯（法語：Vallières-lès-Metz，法語發音：[valjɛʁ lɛ mɛs]，意为“梅斯附近的瓦利耶尔”；洛林语：Valire）是法国摩泽尔省的一个旧市镇。1961年，瓦利耶尔莱梅斯与邻近的2个市镇并入梅斯，并与原市镇博尔尼的莱博尔德（Les Bordes）组成瓦利耶尔-莱博尔德（Vallières-Les Bordes）街区。

## 地理
瓦利耶尔莱梅斯（49°7'36.18"N, 6°12'59.40"E）位于法国大東部大區摩泽尔省，该省份为法国东北部内陆省份，是洛林的一部分，西南接默尔特-摩泽尔省，东临下莱茵省，北与卢森堡和德国接壤。
瓦利耶尔莱梅斯的时区为UTC+01:00、UTC+02:00（夏令时）。

## 行政
瓦利耶尔莱梅斯的邮政编码为57070，INSEE市镇编码为57688。

## 人口
瓦利耶尔莱梅斯于1954年时的人口数量为1129人。